# Tekamah (Nebraska)
Tekamah je grad u američkoj saveznoj državi Nebraska. Prema popisu stanovništva iz 2010. u njemu je živjelo 1,736 stanovnika.